# The Aviator
The Aviator (Finland: Flygaren)är en amerikansk biografisk film från 2004 i regi av Martin Scorsese. Filmen är det andra samarbetet mellan Martin Scorsese och Leonardo DiCaprio.

## Handling
Industrimagnaten Howard Hughes (Leonardo DiCaprio) professionella karriär skildras med bland annat bygget av världens största flygplan, H-4 Hercules, men också hans känsloladdade liv och kärleksaffärer med bland andra Katharine Hepburn (Cate Blanchett) och Ava Gardner (Kate Beckinsale). Det berättas också om hur han kämpar med tvångshandlingar och fysiska handikapp efter en flygolycka vilket till stor del var orsaken till att han senare isolerade sig helt från omvärlden. 

## Rollista (i urval)
- Leonardo DiCaprio – Howard Hughes
- Cate Blanchett – Katharine Hepburn
- John C. Reilly – Noah Dietrich
- Kate Beckinsale – Ava Gardner
- Alec Baldwin – Juan Trippe
- Alan Alda – Senator Owen Brewster
- Ian Holm – Professor Fitz
- Danny Huston – Jack Frye
- Gwen Stefani – Jean Harlow
- Jude Law – Errol Flynn
- Willem Dafoe – Roland Sweet
- Adam Scott (skådespelare) – Johnny Meyer
- Matt Ross – Glenn "Odie" Odekirk
- Kevin O'Rourke – Spencer Tracy
- Kelli Garner – Faith Domergue
- Frances Conroy – Katharine Houghton
- Brent Spiner – Robert E. Gross
- Stanley DeSantis – Louis B. Mayer
- Edward Herrmann – Joseph Breen
- J.C. MacKenzie – Ludlow Ogden Smith
- Josie Maran – Thelma the Cigarette Girl
- Jane Lynch – Amelia Earhart

## Om filmen
The Aviator blev nominerad för sex Golden Globe och belönades med tre: Bästa film - Drama, Bästa skådespelare - Drama (Leonardo DiCaprio), och Bästa originalmusik (Howard Shore). 
The Aviator nominerades dessutom för elva Oscar, mer än någon annan film som haft publikpremiär under 2004. 

## Utmärkelser
| Utmärkelse                 | Kategori                                                             | Mottagare | Resultat  |
| -------------------------- | -------------------------------------------------------------------- | --- | --------- |
| Oscar                      | Bästa manliga huvudroll                                              | Leonardo DiCaprio | Nominerad |
| Oscar                      | Bästa manliga biroll                                                 | Alan Alda | Nominerad |
| Oscar                      | Bästa kvinnliga biroll                                               | Cate Blanchett | Vann      |
| Oscar                      | Bästa scenografi                                                     | Dante Ferretti och Francesca Lo Schiavo                                                                                                 | Vann      |
| Oscar                      | Bästa foto                                                           | Robert Richardson | Vann      |
| Oscar                      | Bästa kostym                                                         | Sandy Powell | Vann      |
| Oscar                      | Bästa regi                                                           | Martin Scorsese | Nominerad |
| Oscar                      | Bästa klippning                                                      | Thelma Schoonmaker | Vann      |
| Oscar                      | Bästa film                                                           | Graham King och Michael Mann | Nominerad |
| Oscar                      | Bästa originalmanus                                                  | John Logan | Nominerad |
| Oscar                      | Bästa ljud                                                           | Tom Fleischman och Petur Hliddal | Nominerad |
| British Academy Film Award | Best Actor in a Leading Role                                         | Leonardo DiCaprio | Nominerad |
| British Academy Film Award | Best Actor in a Supporting Role                                      | Alan Alda | Nominerad |
| British Academy Film Award | Best Actress in a Supporting Role                                    | Cate Blanchett | Vann      |
| British Academy Film Award | Best Cinematography                                                  | Robert Richardson | Nominerad |
| British Academy Film Award | Best Costume Design                                                  | Sandy Powell | Nominerad |
| British Academy Film Award | Best Director                                                        | Martin Scorsese | Nominerad |
| British Academy Film Award | Best Editing                                                         | Thelma Schoonmaker | Nominerad |
| British Academy Film Award | Best Film                                                            | Sandy Climan, Charles Evans Jr., Graham King och Michael Mann                                                                           | Vann      |
| British Academy Film Award | Best Film Music                                                      | Howard Shore | Nominerad |
| British Academy Film Award | Best Makeup & Hair                                                   | Kathryn Blondell, Sian Grigg och Morag Ross                                                                                             | Vann      |
| British Academy Film Award | Best Production Design                                               | Dante Ferretti | Vann      |
| British Academy Film Award | Best Screenplay - Original                                           | John Logan | Nominerad |
| British Academy Film Award | Best Sound                                                           | Tom Fleischman, Eugene Gearty, Petur Hliddal och Philip Stockton                                                                        | Nominerad |
| British Academy Film Award | Best Visual Effects                                                  | Matthew Gratzner, Robert Legato, R. Bruce Steinheimer och Peter Travers                                                                 | Nominerad |
| Golden Globe Award         | Bästa manliga huvudroll - drama                                      | Leonardo DiCaprio | Vann      |
| Golden Globe Award         | Best Actress in a Supporting Role                                    | Cate Blanchett | Nominerad |
| Golden Globe Award         | Best Director                                                        | Martin Scorsese | Nominerad |
| Golden Globe Award         | Bästa film - drama                                                   | Bästa film - drama | Vann      |
| Golden Globe Award         | Best Original Score                                                  | Howard Shore | Vann      |
| Golden Globe Award         | Best Screenplay                                                      | John Logan | Nominerad |
| Grammy Award               | Best Score Soundtrack Album – Film, Television or Other Visual Media | Howard Shore | Nominerad |
| Satellite Award            | Best Actress in a Supporting Role – Drama                            | Cate Blanchett | Nominerad |
| Satellite Award            | Best Art Direction & Production Design                               | Dante Ferretti och Francesca Lo Schiavo                                                                                                 | Nominerad |
| Satellite Award            | Best Cinematography                                                  | Robert Richardson | Nominerad |
| Satellite Award            | Best Costume Design                                                  | Sandy Powell | Nominerad |
| Satellite Award            | Best Director                                                        | Martin Scorsese | Nominerad |
| Satellite Award            | Best Editing                                                         | Thelma Schoonmaker | Nominerad |
| Satellite Award            | Best Film – Drama                                                    | Best Film – Drama | Nominerad |
| Satellite Award            | Best Original Score                                                  | Howard Shore | Nominerad |
| Satellite Award            | Best Screenplay – Original                                           | John Logan | Nominerad |
| Satellite Award            | Best Sound                                                           | Tom Fleischman, Eugene Gearty, Petur Hliddal och Philip Stockton                                                                        | Nominerad |
| Satellite Award            | Best Visual Effects                                                  | Matthew Gratzner, Robert Legato, Bruce Steinheimer och Peter Travers (delad med Andy Brown och Kirsty Millar för filmen Flying Daggers) | Vann      |
| World Soundtrack Award     | Best Original Soundtrack of the Year                                 | Howard Shore | Nominerad |
| World Soundtrack Award     | Soundtrack Composer of the Year                                      | Howard Shore | Nominerad |